# 三腕蟲
三腕蟲（學名：Tribrachidium）又名三分盤蟲、三星盤蟲，是前寒武紀末期埃迪卡拉生物群的一種生物，化石形態呈現特殊的三重輻射對稱，為三葉動物門中最著名的一種。
三腕蟲的標本直徑長3~50毫米，形態為三裂片組成的圓盤狀，外緣平滑或呈三葉形；身體通常覆有許多放射狀分支的溝槽。中心部分有三個鉤狀的「腕」。組成身體的三個裂片稍扭曲為螺旋狀。

## 外部連結
- Palaeos dendrogram
- Ediacara Assemblage University of Bristol
- Anatomical Information Content in the Ediacaran Fossils and Their Possible Zoological Affinities（页面存档备份，存于）, Jerry Dzik, Instytut Paleobiologii PAN, Twarda 51/55, 00-818 Warszawa, Poland